# Natália Šubrtová

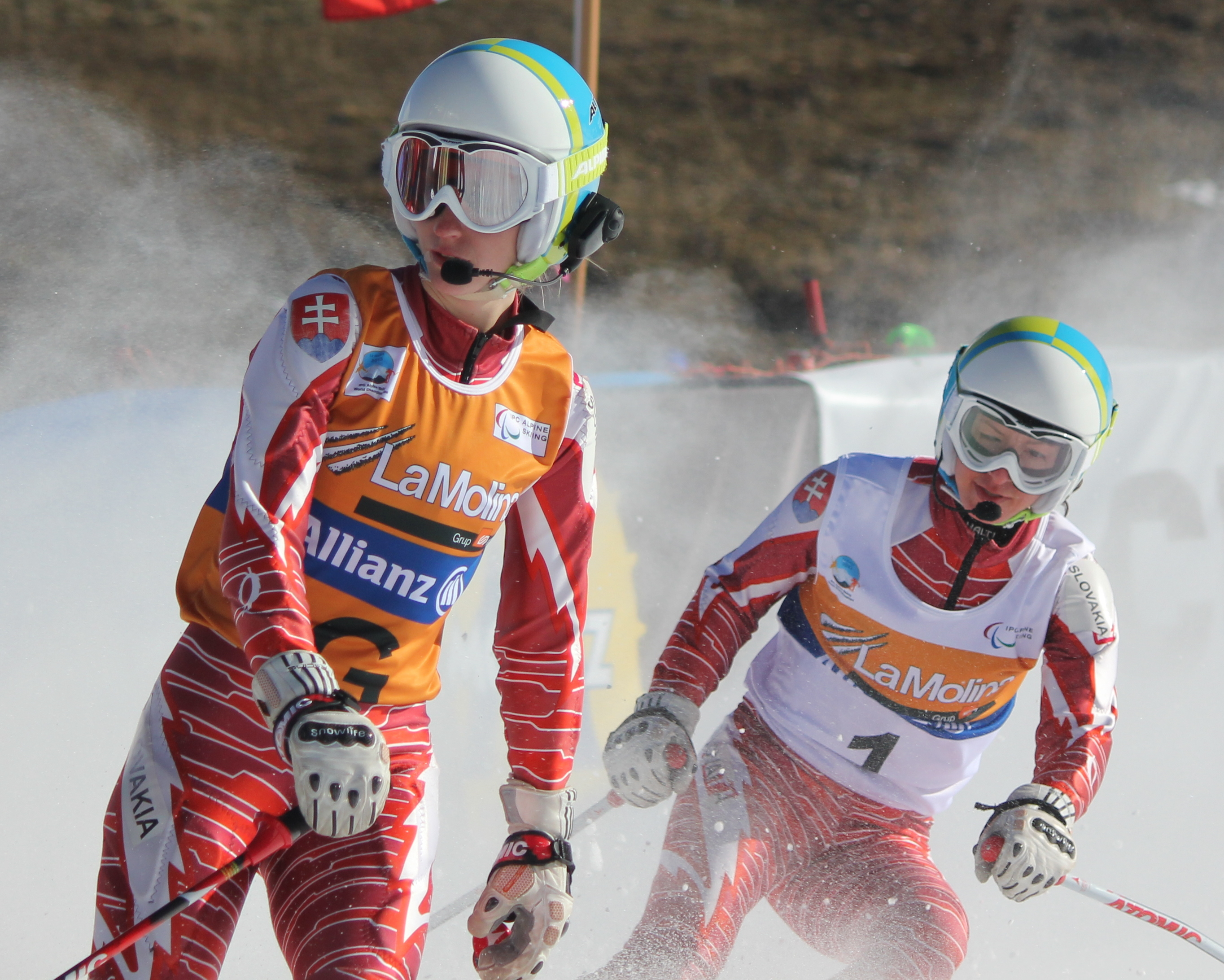
Natália Šubrtová und Henrieta Farkašová nach dem Zieleinlauf beim Super-G-Wettbewerb der Weltmeisterschaft 2013

Natália Šubrtová (* 1. Mai 1989 in Kežmarok) ist eine ehemalige slowakische Skirennfahrerin, welche im paralympischen Skisport als Begleitläuferin aktiv war. Als Begleitfahrerin von Henrieta Farkašová gewann sie zwischen 2008 und 2020 neun paralympische Goldmedaillen und 14 Weltmeistertitel. Dadurch zählt sie zu den erfolgreichsten Begleitläuferinnen.

## Leben
Natália Šubrtová kam in Kežmarok auf die Welt und hat eine ältere Schwester und einen jüngeren Bruder, mit denen sie in Martin aufwuchs. Dort absolvierte sie auch ihre schulische Ausbildung, welche sie mit dem Gymnasialabschluss beendete. Danach begann sie 2008 an der Matej-Bel-Universität in Banská Bystrica ein Studium im Fach Internationale Beziehungen, welches sie im Jahr 2013 erfolgreich mit dem Master abschloss. Danach absolvierte sie auch an der Matej-Bel-Universität ein Doktoratsstudium im Fach Internationale Beziehungen, welches sie 2016 mit dem Doktorgrad abschloss. Seit 2017 arbeitete sie in der Stála misia SR pri OSN, OBSE a iných medzinárodných organizáciách („Ständige Vertretung der Slowakischen Republik bei den Vereinten Nationen, der OSZE und anderen internationalen Organisationen“) in Wien als Nuklearexpertin und Diplomatin. Zudem ist sie seit 2022 die Abteilungsleiterin für internationale Beziehungen und europäische Angelegenheiten bei der Úrad jadrového dozoru Slovenskej republiky („Atomaufsichtsbehörde der Slowakischen Republik“).

## Karriere

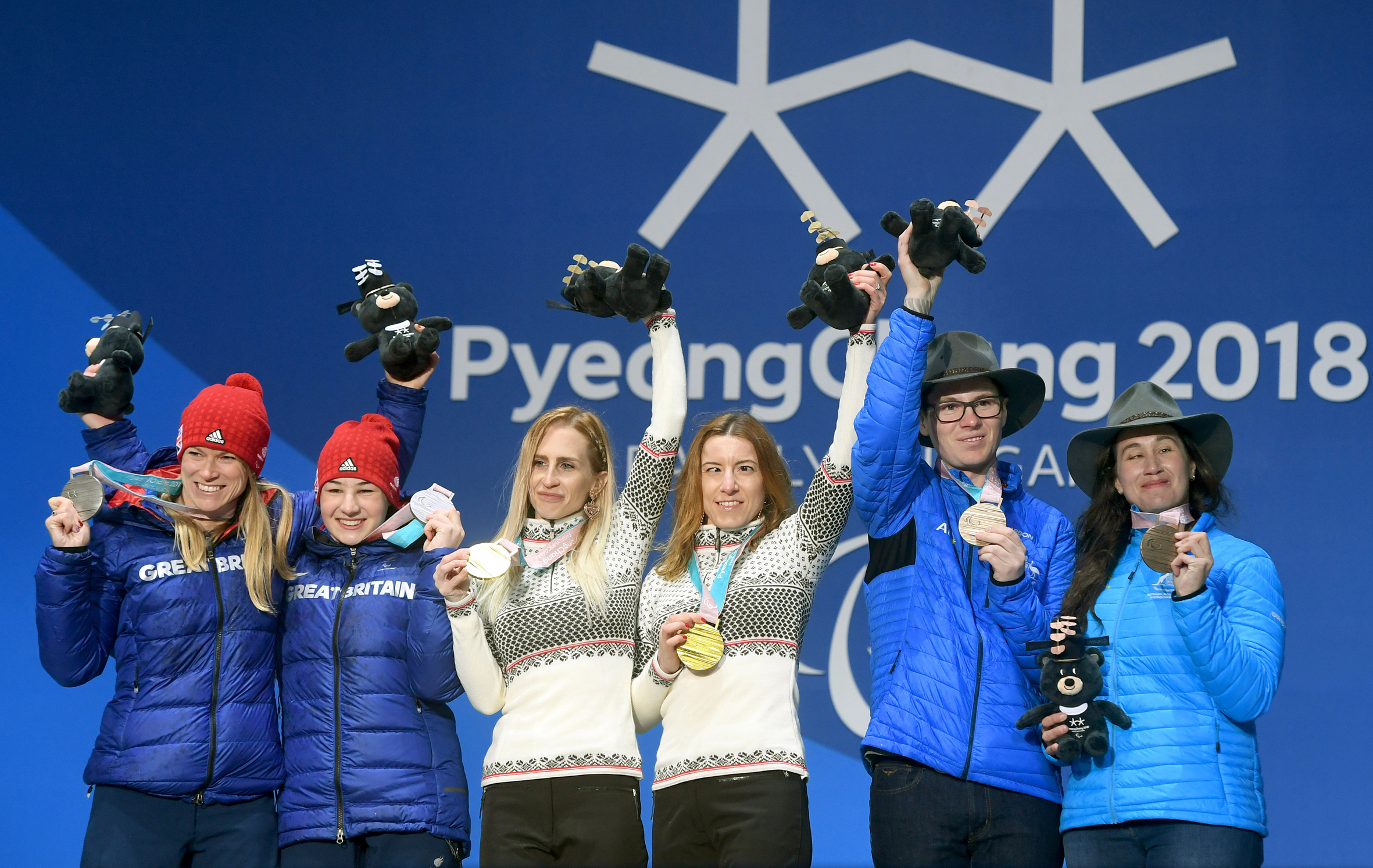
Podium des Riesenslalom-Wettbewerbes bei den Winter-Paralympics 2018 mit Natália Šubrtová und Henrieta Farkašová

Bereits im Alter von drei Jahren begann Natália Šubrtová mit dem Skifahren und nahm mit fünf Jahren erstmals an Wettbewerben teil. Nachdem sie 2008 nach einem Auslandsjahr in Brasilien und Mexiko zum Studieren zurück in die Slowakei gekommen war, bekam sie von ihrem ehemaligen Trainer die Anfrage, ob sie eine Skirennfahrerin mit Sehbehinderung als Begleitläuferin unterstützen würde. In der Folge wurde sie die Begleitläuferin von Henrieta Farkašová. Gemeinsam mit ihr nahm sie erstmals an den Winter-Paralympics 2010 in Vancouver teil. Dort konnten sie gemeinsam drei Goldmedaillen und eine Silbermedaille gewinnen. Vier Jahre später gewannen sie gemeinsam bei den Winter-Paralympics 2014 in Sotschi zwei Goldmedaillen und eine Bronzemedaille. Bei den Winter-Paralympics 2018 in Pjöngjang gewannen Natália Šubrtová und Henrieta Farkašová vier Goldmedaillen und eine Silbermedaille. Aufgrund dieser Leistung wurde Henrietta Farkašová im Jahr 2019 der Laureus World Sports Awards in der Kategorie „Behindertensportler des Jahres“ verliehen.
Nach der Saison 2019/20 kam es zur Beendigung der Zusammenarbeit der beiden Sportlerinnen. Während Henrieta Farkašová ihre Karriere mit einem neuen Guide bis zu den Winter-Paralympics 2022 fortsetzte, beendete Natália Šubrtová ihre Wettkampfkarriere und fokussierte sich nun auf ihre berufliche Laufbahn. Retrospektiv beschrieb Henrieta Farkašová die Beziehung der beiden als „szinte csak munkakapcsolat“ (ungarisch für „fast nur ein Arbeitsverhältnis“). Auch Natália Šubrtová gab im Nachhinein zu, dass sie in Bezug auf die Persönlichkeit sehr unterschiedlich waren. Aus ihrer Sicht hat dies positiv auf die sportliche Fokussierung ausgewirkt. 